# Secrétaire au Commerce extérieur

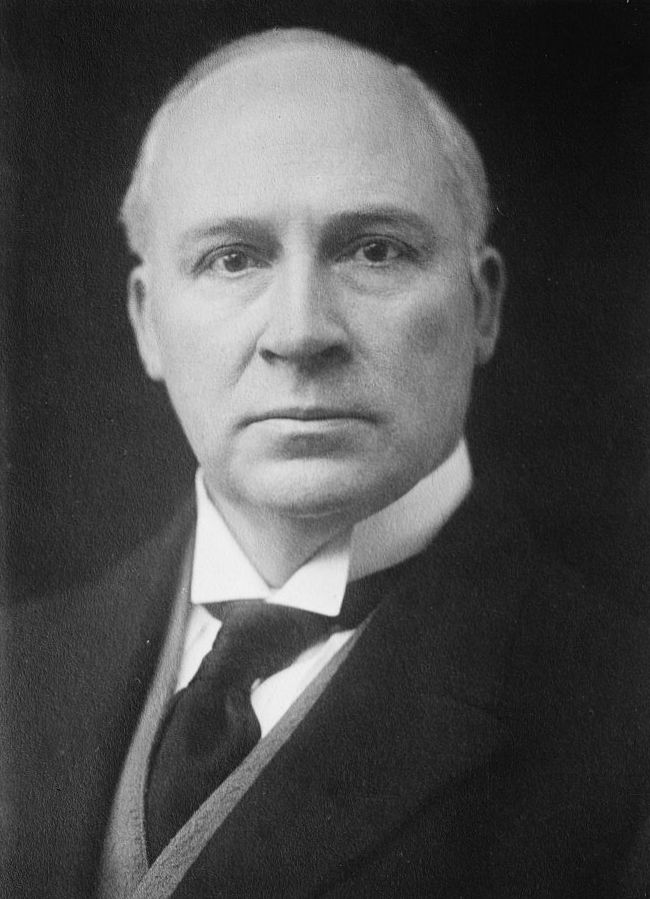
Hamar Greenwood, Bt, plus tard vicomte Greenwood, qui a servi comme secrétaire pour le commerce d'outre-mer entre 1919 et 1920.

Le secrétaire au Commerce extérieur était une position ministérielle junior dans le gouvernement britannique de 1917 jusqu'en 1953 , subordonné du président de la Chambre de commerce. Il a été remplacé par le ministre d'État pour le commerce le 3 septembre 1953 .

## Secrétaire au Commerce extérieur, 1917-1953
| Nom                    | Début office  | Fin office       |
| ---------------------- | ------------- | ---------------- |
| Arthur Steel-Maitland  | 1917          | 1919             |
| Hamar Greenwood        | 1919          | 1920             |
| Frederick Kellaway     | 1920          | 1921             |
| Philip Cunliffe-Lister | 1921          | 1922             |
| William Joynson-Hicks  | 1922          | Mars 1923        |
| Albert Buckley         | Mars 1923     | Novembre 1923    |
| Vacant                 | Novembre 1923 | 1924             |
| William Lunn           | 1924          | 1924             |
| Arthur Samuel          | 1924          | 1927             |
| Douglas Hacking        | 1927          | 1929             |
| George Gillett         | 1929          | 1931             |
| Hilton Young           | 1931          | 1931             |
| John Colville          | 1931          | 1935             |
| Euan Wallace           | 1935          | 1937             |
| Robert Hudson          | 1937          | 1940             |
| Geoffrey Shakespeare   | 1940          | 1940             |
| Harcourt Johnstone     | 1940          | 1945             |
| Spencer Summers        | 1945          | 1945             |
| Hilary Marquand        | 1945          | 1947             |
| Harold Wilson          | 1947          | 1947             |
| Arthur Bottomley       | 1947          | 1951             |
| Henry Hopkinson        | 1951          | 1952             |
| Harry Mackeson         | 1952          | 3 septembre 1953 |